# League of Ireland 1995/96
Die League of Ireland 1995/96 war die 75. Spielzeit der höchsten irischen Fußballliga. Sie begann am 25. August 1995 und endete am 28. April 1996. Titelverteidiger war der Dundalk FC.
St Patrick’s Athletic gewann zum fünften Mal die Meisterschaft.

## Modus
Die zwölf Mannschaften spielten jeweils dreimal gegeneinander. Jedes Team absolvierte dabei 33 Saisonspiele. Die beiden letzten Vereine stiegen direkt in die First Division ab, der Drittletzte musste in die Relegation.

## Abschlusstabelle
| Pl. | Verein                            | Sp. | S  | U  | N  | Tore    | Diff. | Punkte |
| --- | --------------------------------- | --- | -- | -- | -- | ------- | ----- | ------ |
| 1.  | St Patrick’s Athletic             | 33  | 19 | 10 | 4  | 053:340 | +19   | 67     |
| 2.  | Bohemians Dublin                  | 33  | 18 | 8  | 7  | 060:290 | +31   | 62     |
| 3.  | Sligo Rovers                      | 33  | 16 | 7  | 10 | 045:380 | +7    | 55     |
| 4.  | Shelbourne FC                     | 33  | 15 | 9  | 9  | 045:330 | +12   | 54     |
| 5.  | Shamrock Rovers                   | 33  | 14 | 8  | 11 | 031:320 | −1    | 50     |
| 6.  | Derry City (P)                    | 33  | 11 | 13 | 9  | 050:380 | +12   | 46     |
| 7.  | Dundalk FC (M)                    | 33  | 11 | 9  | 13 | 038:390 | −1    | 42     |
| 8.  | University College Dublin AFC (N) | 33  | 12 | 6  | 15 | 038:390 | −1    | 42     |
| 9.  | Cork City 1                       | 33  | 12 | 8  | 13 | 037:400 | −3    | 41     |
| 10. | Athlone Town                      | 33  | 8  | 7  | 18 | 038:590 | −21   | 31     |
| 11. | Drogheda United (N)               | 33  | 7  | 9  | 17 | 038:510 | −13   | 30     |
| 12. | Galway United                     | 33  | 5  | 6  | 22 | 026:670 | −41   | 21     |

Platzierungskriterien: 1. Punkte – 2. Tordifferenz – 3. geschossene Tore

| (M) | Amtierender irischer Meister         |
| (P) | Amtierender irischer Pokalsieger     |
| (N) | Neuaufsteiger aus der First Division |

## Kreuztabelle
| Hinrunde (Runden 1–22) | Hinrunde (Runden 1–22) | Hinrunde (Runden 1–22) | Hinrunde (Runden 1–22) | Hinrunde (Runden 1–22) | Hinrunde (Runden 1–22) | Hinrunde (Runden 1–22) | Hinrunde (Runden 1–22)        | Hinrunde (Runden 1–22) | Hinrunde (Runden 1–22) | Hinrunde (Runden 1–22) | Hinrunde (Runden 1–22) | 1995/96                       | Rückrunde (Runden 23–33) | Rückrunde (Runden 23–33) | Rückrunde (Runden 23–33) | Rückrunde (Runden 23–33) | Rückrunde (Runden 23–33) | Rückrunde (Runden 23–33) | Rückrunde (Runden 23–33) | Rückrunde (Runden 23–33)      | Rückrunde (Runden 23–33) | Rückrunde (Runden 23–33) | Rückrunde (Runden 23–33) | Rückrunde (Runden 23–33) |
| ---------------------- | ---------------------- | ---------------------- | ---------------------- | ---------------------- | ---------------------- | ---------------------- | ----------------------------- | ---------------------- | ---------------------- | ---------------------- | ---------------------- | ----------------------------- | ------------------------ | ------------------------ | ------------------------ | ------------------------ | ------------------------ | ------------------------ | ------------------------ | ----------------------------- | ------------------------ | ------------------------ | ------------------------ | ------------------------ |
| St Patrick’s Athletic  | Bohemians Dublin       | Sligo Rovers           | Shelbourne FC          | Shamrock Rovers        | Derry City             | Dundalk FC             | University College Dublin AFC | Cork City              | Athlone Town           | Drogheda United        | Galway United          | Verein                        | St Patrick’s Athletic    | Bohemians Dublin         | Sligo Rovers             | Shelbourne FC            | Shamrock Rovers          | Derry City               | Dundalk FC               | University College Dublin AFC | Cork City                | Athlone Town             | Drogheda United          | Galway United            |
|                        | 3:3                    | 1:0                    | 2:1                    | 1:0                    | 3:3                    | 2:1                    | 2:1                           | 2:1                    | 3:2                    | 1:0                    | 1:2                    | St Patrick’s Athletic         |                          | –                        | –                        | 3:0                      | 2:2                      | 1:1                      | –                        | 2:0                           | –                        | –                        | 3:2                      | 3:0                      |
| 0:1                    |                        | 2:0                    | 1:0                    | 1:1                    | 1:0                    | 3:2                    | 0:0                           | 1:1                    | 3:1                    | 6:0                    | 3:0                    | Bohemians Dublin              | 0:0                      |                          | 1:2                      | –                        | 1:0                      | 1:1                      | –                        | 3:1                           | 1:0                      | –                        | –                        | –                        |
| 0:0                    | 0:0                    |                        | 0:0                    | 0:1                    | 1:1                    | 3:3                    | 2:0                           | 3:1                    | 4:2                    | 1:0                    | 3:2                    | Sligo Rovers                  | 1:1                      | –                        |                          | –                        | 3:1                      | –                        | –                        | –                             | 4:1                      | 2:1                      | –                        | 0:2                      |
| 1:1                    | 1:0                    | 1:0                    |                        | 3:0                    | 1:2                    | 3:1                    | 1:1                           | 1:1                    | 1:0                    | 0:0                    | 2:0                    | Shelbourne FC                 | –                        | 1:0                      | 2:1                      |                          | 1:2                      | 1:0                      | 0:1                      | –                             | –                        | –                        | –                        | –                        |
| 0:1                    | 1:0                    | 0:2                    | 0:1                    |                        | 2:0                    | 1:0                    | 0:2                           | 1:1                    | 1:1                    | 1:1                    | 2:1                    | Shamrock Rovers               | –                        | –                        | –                        | –                        |                          | 2:1                      | –                        | 2:0                           | 2:0                      | 2:1                      | 1:0                      | –                        |
| 5:1                    | 1:1                    | 1:2                    | 1:2                    | 1:1                    |                        | 1:1                    | 3:1                           | 2:0                    | 5:3                    | 1:0                    | 2:0                    | Derry City                    | –                        | –                        | 4:0                      | –                        | –                        |                          | 0:1                      | 1:1                           | 2:1                      | 1:1                      | 1:1                      | –                        |
| 3:2                    | 1:2                    | 0:1                    | 1:1                    | 1:0                    | 2:1                    |                        | 2:0                           | 0:0                    | 2:1                    | 2:2                    | 2:0                    | Dundalk FC                    | 1:2                      | 2:4                      | 0:1                      | –                        | 0:0                      | –                        |                          | –                             | 0:1                      | –                        | –                        | –                        |
| 0:2                    | 3:1                    | 2:1                    | 0:3                    | 0:1                    | 2:0                    | 1:2                    |                               | 0:1                    | 3:0                    | 0:0                    | 2:0                    | University College Dublin AFC | –                        | –                        | 3:1                      | 3:2                      | –                        | –                        | 0:0                      |                               | 2:1                      | 1:2                      | 4:1                      | –                        |
| 1:0                    | 1:0                    | 2:1                    | 1:1                    | 2:0                    | 0:1                    | 0:2                    | 2:1                           |                        | 2:0                    | 1:2                    | 1:1                    | Cork City                     | 0:0                      | –                        | –                        | 2:1                      | –                        | –                        | –                        | –                             |                          | 0:2                      | 2:1                      | 3:0                      |
| 0:1                    | 2:5                    | 1:2                    | 1:2                    | 2:0                    | 1:1                    | 0:0                    | 1:0                           | 2:4                    |                        | 0:2                    | 0:2                    | Athlone Town                  | 2:2                      | 0:3                      | –                        | 4:3                      | –                        | –                        | 0:0                      | –                             | –                        |                          | –                        | 1:0                      |
| 1:3                    | 2:5                    | 0:0                    | 1:1                    | 1:2                    | 2:2                    | 3:2                    | 0:1                           | 2:2                    | 0:1                    |                        | 3:0                    | Drogheda United               | –                        | 0:1                      | 0:1                      | 1:3                      | –                        | –                        | 2:1                      | –                             | –                        | 0:1                      |                          | 6:1                      |
| 0:1                    | 1:5                    | 2:3                    | 1:1                    | 1:1                    | 1:1                    | 0:1                    | 1:1                           | 3:1                    | 2:2                    | 0:3                    |                        | Galway United                 | –                        | 0:2                      | –                        | 1:3                      | 0;2                      | 0:3                      | 2:1                      | 0:2                           | –                        | –                        | –                        |                          |

## Relegation
Das zehntplatzierte Athlone Town verlor die Relegation gegen den Dritten der First Division, Home Farm FC, und stieg ab.
|              | Ergebnis              |              |
| ------------ | --------------------- | ------------ |
| Athlone Town | 2:2 n. V. (3:4 i. E.) | Home Farm FC |